# Русецкий, Мацей
Ма́цей Эугэниуш Русе́цкий (пол. Maciej Eugeniusz Rusiecki ОР; род. 30 декабря 1963 года, Яроцин, Польша) — католический священник, член монашеского ордена доминиканцев, до 24 сентября 2013 года генеральный викарий Генерального викариата Ордена Проповедников святого Архангела Михаила в России и на Украине (преемник о. Яцек Дудка (Jacek Dudka) ОР), с июля 2013 года и по ноябрь 2013 года — исполняющий обязанности администратора прихода Святой Екатерины Александрийской в Санкт-Петербурге. С ноября 2013 года декретом архиепископа Паоло Пецци новым администратором прихода Святой Екатерины Александрийской в Санкт-Петербурге назначен священник Томаш Вытрвал OP (o. Tomasz Wytrwał OP).

## Биография
Мацей Русецкий родился 30 декабря 1963 года в городе Яроцин, Польша. Окончил математический факультет Университета имени Адама Мицкевича в Познани со степенью магистра. В 1987 году вступил в Орден проповедников. В 1993 году принёс вечные монашеские обеты, в 1994 году был рукоположен в священника. Служил в Ярославе и Кракове. В 2001 году приехал в Санкт-Петербург.
С 2002 года по 2010 год был настоятелем храма святой Екатерины Александрийской на Невском проспекте. В 2009 году был избран генеральным викарием Генерального викариата Ордена проповедников (доминиканцев) провинции святого Архангела Михаила в России и на Украине. В конце сентября 2013 года на капитуле Генерального викариата России и Украины доминиканцы избрали своим новым викарием о. Яцека Дудку ОР.
С июля 2013 года до ноября 2013 года исполнял обязанности администратора прихода Святой Екатерины Александрийской в Санкт-Петербурге.
В марте 2014 года назначен настоятелем прихода Успения Пресвятой Девы Марии в Новочеркасске, прихода Фатимской Божьей Матери в Шахтах, а также окормляет общину в Новошахтинске.
С мая 2016 года администратор прихода Непорочного Зачатия Пресвятой Девы Марии в Ялте (Республика Крым). 6 августа 2017 года официально назначен настоятелем римского-католического прихода Непорочного Зачатия Пресвятой Девы Марии в городе Ялте.